# Aire urbaine de Mauriac
L'aire urbaine de Mauriac est une aire urbaine française centrée sur l'agglomération de Mauriac. Composée de cinq communes, elle compte 5 141 habitants en 2017. À partir de 2020, cette notion est remplacée par celle d'aire d'attraction.

## Données globales
Le tableau suivant détaille la répartition de l'aire urbaine sur le département :
| Département | Communes | Communes (%) | Superficie (km²) | Superficie (%) | Population (2017) | Population (%) |
| ----------- | -------- | ------------ | ---------------- | -------------- | ----------------- | -------------- |
| Cantal      | 5        | 2,02         | 93,9             | 1,64           | 5 141             | 3,54           |

## Composition
L'aire urbaine de Mauriac est composée des cinq communes suivantes :
| Nom       | Code Insee | Statut | Superficie (km2) | Population (dernière pop. légale) | Densité (hab./km2) |
| --------- | ---------- | ------ | ---------------- | --------------------------------- | ------------------ |
| Jaleyrac  | 15079      |        | 16,86            | 360 (2022)                        | 21                 |
| Mauriac   | 15120      |        | 27,61            | 3 503 (2022)                      | 127                |
| Salins    | 15220      |        | 8,75             | 144 (2022)                        | 16                 |
| Sourniac  | 15230      |        | 11,72            | 196 (2022)                        | 17                 |
| Le Vigean | 15261      |        | 28,99            | 800 (2022)                        | 28                 |

## Évolution démographique
L'évolution démographique ci-dessous concerne l'aire urbaine selon le périmètre défini en 2010.
| 1968  | 1975  | 1982  | 1990  | 1999  | 2007  | 2012  | 2017  |
| ----- | ----- | ----- | ----- | ----- | ----- | ----- | ----- |
| 5 522 | 5 588 | 5 771 | 5 774 | 5 603 | 5 459 | 5 319 | 5 141 |